# 蒙蒂塞洛 (北卡羅萊納州)
蒙蒂塞洛（英語：Monticello）是位於美國北卡羅萊納州吉爾福德縣的非建制地區。

## 歷史
蒙蒂塞洛的郵局於1846年設立，其後於1881年停運。

## 地理
蒙蒂塞洛所處的海拔為高於海平面257米（即843英呎），而該地所採用的時區為UTC-5，即北美东部时区（EST）。同時該地設有夏令時間，為UTC-5調快一小時，即UTC-4（EDT）。